# SC Einheit Dresden
SC Einheit Dresden was een Oost-Duitse sportclub uit Dresden, Saksen. De club was actief in kanovaren, atletiek, schermen, voetbal, gewichtheffen, roeien, zwemmen, schaken, schoonspringen, ijshockey (tot 1970), turnen, langebaanschaatsen en kunstschaatsen. Na de Duitse hereniging werd de sportclub ontbonden.

## Voetbal

### Rotation
Als BSG Sachsenverlag Dresden promoveerde de club in het eerste jaar van de DDR-Oberliga naar de Oberliga en nam de naam BSG Rotation Dresden aan. De club werd aangezien als een opvolger voor SG Dresden-Friedrichstadt dat ontbonden werd. Na een plaats in de middenmoot werd Rotation twee keer op rij vierde en had in 1952/53 met Harry Arlt de topschutter van de Oberliga in de rangen. Op zondag 14 november 1954 speelde de club zijn laatste wedstrijd onder de naam Rotation.

### SC Einheit
SC Einheit werd op 20 november 1954 opgericht en maakte deel uit van de sportclubs. In de DDR kwam er in ieder district één sportclub met daarin de beste sporters. De club speelde in het Heinz-Steyer-Stadion wat ook de thuishaven was van voormalig Duits landskampioen Dresdner SC. Eén dag na de oprichting nam de club het in de competitie al op tegen Vorwärts Berlin. Vanaf december was de club de enige vertegenwoordiger uit Dresden nadat rivaal Dynamo verhuisd werd naar Berlijn. De club eindigde dat seizoen op een vierde plaats. De club bleef goed in de subtop maar kon nooit de top drie bereiken. In 1958 won de club de FDGB-Pokal tegen SC Lokomotive Leipzig. Hierna ging het bergaf met de club. In de competitie kon degradatie twee keer net vermeden worden. In 1961/62 kon de club de degradatie niet meer afwenden en degradeerde naar de DDR-Liga.
De volgende seizoenen eindigde de club op een derde, tweede en zevende plaats. In 1965 werden alle voetbalafdelingen van de sportclubs zelfstandig. In Dresden wilde Dynamo Dresden een FC worden maar Erich Mielke de chef van de DDR-staatszekerheidsdienst wilde geen concurrentie voor Berliner FC Dynamo. Hij ging er uiteindelijk mee akkoord dat Dynamo Dresden het zwaartepunt van het voetbal werd in het district Dresden ten nadele van SC Einheit. De voetbalafdeling van Einheit werd zelfstandig onder de naam FSV Lokomotive Dresden.